# Yoon Young-kwan
Dans ce nom coréen, le nom de famille, Yoon, précède le nom personnel.
Yoon Young Kwan, né le 12 janvier 1951, est un homme politique sud-coréen qui a été ministre des Affaires étrangères de la Corée du Sud du 27 mai 2003 au 15 janvier 2004.